# Alexandre Ivanovitch Medvedev
Pour les articles homonymes, voir Medvedev.
Alexandre Ivanovitch Medvedev, né le 14 août 1955 à Chakhtiorsk, dans l'île de Sakhaline, est le directeur général de la société Gazprom Export, filiale du groupe Gazprom, dont il assure la vice-présidence.

## Biographie
En 1978, Alexandre Ivanovitch Medvedev sort diplômé de l'Institut de physique et de technologie de Moscou, spécialiste en sciences économiques.
De 1978 à 1989, il travaille à l'Institut d’Économie Mondiale et des Relations Internationales de l'Académie russe des sciences, à Moscou.
Entre 1989 et 1991, il est directeur de la Donau Bank AG, banque viennoise sous direction russe, et directeur général de sa filiale « Inter Trade Consult GmbH ».
De 1998 à 2002, il dirige la compagnie autrichienne « Investment & Management Advisory Group GmbH ».
Alexandre Medvedev est membre du Comité de coordination de l'entreprise RosUkrEnergo, ainsi que du Comité des actionnaires du consortium Nord Stream AG, consortium chargé de la construction et de l'exploitation du gazoduc Nord Stream.
De 2008 à 2014, il préside aussi la Ligue continentale de hockey.
Il est le président du club de football du Zénith Saint-Pétersbourg depuis le mois de février 2019.